# Assembleia de Deus dos Últimos Dias
A Assembleia de Deus dos Últimos Dias (ADUD) é uma denominação evangélica pentecostal fundada em 1990 no estado do Rio de Janeiro e que está presente em três estados brasileiros. Muitos consideram a igreja, a Assembleia de Deus dos Últimos Dias, uma seita, porém, para seus frequentadores e admiradores, a denominação não se enquadra nesta categoria, onde consideram-na ''uma igreja evangélica pentecostal''.

## História
A Assembleia de Deus dos Últimos Dias foi fundada em 1990 no estado do Rio de Janeiro. 
A denominação ficou famosa a partir de 2004, com a participação do seu pastor presidente Marcos Pereira da Silva, em pregações em penitenciárias e com suas supostas práticas de exorcismo.
No ano de 2004, o secretário estadual de Segurança Pública e ex-governador Anthony Garotinho, convidou o líder da igreja para ajudar na mediação em conflitos na Casa de Custódia da cidade do Rio de Janeiro.
Em 2012, o Pr. Marcos Pereira recebeu o título de Benemérito no Rio de Janeiro por seu trabalho em presídios.
Em 2013, após acusações de estupro e lavagem de dinheiro feitas contra o pastor presidente e fundador, a igreja se posicionou em campanha pedindo sua libertação, contando com a participação do cantor Pregador Luo. O pastor foi posto em liberdade após habeas corpus em 24 de dezembro de 2014.

## Doutrina
A ADUD é contra a posse de imagens de qualquer ser vivo, pois crê que tais podem tornar-se habitadas por espíritos imundos. É contra o assistir ou possuir em casa aparelho de televisão, ler jornais e revistas.[carece de fontes?]
A doutrina da igreja veta qualquer alimento que contém sangue ou carne gordurosa, carne de porco, coelho, avestruz e peixes sem barbatana. Também vetam o refrigerante Coca Cola.
A Assembleia de Deus dos Últimos Dias  é contra o uso de roupas de cor vermelha ou preta, pois crê que tais cores são identificações satânicas. Além disso, a igreja condena a criação de animais domésticos e plantas. Não realiza casamentos de pessoas divorciadas e só permite o namoro para pessoas acima de 17 anos.
A igreja afirma que os crentes devem honrar seu pastor e confessar seus pecados sempre que cometidos para receberem o perdão.
Quanto as mulheres, a igreja afirma que devem usar roupas longas que não delineiam o corpo, sem detalhes brilhantes e nunca das cores preto e vermelho. As mulheres que forem membros devem seguir tais regras não só na igreja, mas no seu cotidiano.
No que diz aos calçados, não devem usar as cores preto e vermelho. A igreja é ainda contra o hábito de cortar ou aparar o cabelo (por parte das mulheres), o uso de cosméticos, perfumes, pendentes (exceto alianças e relógios) e métodos anticoncepcionais. 
Referente aos homens, a igreja afirma que devem usar camisas sociais de mangas compridas, calças compridas e camisas por debaixo da calça durante o culto. A denominação diz ainda, que a limpeza e higiene são obrigações de seus membros, devendo ficar sempre limpos para serem conforme a imagem e semelhança de Deus, pois afirma que a sujeira é a representação do Diabo.

## Obras sociais
A igreja apoia o Instituto Vida Renovada, uma instituição de atendimento de moradores de ruas, egressos do sistema penitenciário e dependentes químicos.